# 金鳳基
金 鳳基（キム・ボンギ、朝鮮語: 김봉기、1921年または1929年5月9日 - 1990年6月22日）は、大韓民国の実業家、ジャーナリスト、政治家。第10代韓国国会議員。号は凡河（범하、ポマ）。

## 経歴
故郷は京畿道華城、本籍地はソウル。ソウル大学校行政大学院、高麗大学校経営大学院修了。国防部長官特別補佐官、コリア・ヘラルド社長、大韓公論社理事長、サムスン物産代表理事兼東洋放送理事、東洋建設・東洋商船社長、大韓体育会理事、KOC委員、韓国反共同盟理事などを歴任した。
持病により61歳（70歳）で死去した。

## 生没年月日について
大韓民国憲政会ウェブサイトでは1929年5月9日に生まれ、1990年6月22日に亡くなっていると記載されている。そのため没年月日から61歳ということになるが、当時の報道媒体などでは享年70となっている。70歳ということは1921年（数え年の場合。満年齢の場合は1919年または1920年）生まれということになる。